# 738年
| 千纪： | 1千纪                                                                                           |
| 世纪： | 7世纪 \| 8世纪 \| 9世纪                                                                         |
| 年代： | 700年代 \| 710年代 \| 720年代 \| 730年代 \| 740年代 \| 750年代 \| 760年代                       |
| 年份： | 733年 \| 734年 \| 735年 \| 736年 \| 737年 \| 738年 \| 739年 \| 740年 \| 741年 \| 742年 \| 743年 |
| 纪年： | 戊寅年（虎年）；唐（新罗）开元二十六年；日本天平十年；渤海国大興元年                            |

## 大事记
- 唐玄宗另建「翰林學士院」，將文學之士從雜流中分出，供職者稱「翰林學士」，簡稱學士，本身無品秩，以原品入值，由官員充任。
- 蒙舍诏皮邏閣在唐朝支持下统一其它五诏，建立南诏国。
- 渤海國派遣使團前往長安，求寫《大唐開元禮》，得到唐玄宗的允許，從此漢制唐禮正式傳入渤海國。
- 吐蕃進攻河西，鄯州刺史杜希望攻克吐蕃城堡，定為威戎軍。
- 吐蕃攻克安戎城。
- 5月3日，玛雅城邦之科潘国王十八兔兵败，被斩首。

## 逝世
- 武惠妃，唐玄宗寵妃，武則天的侄孫女，死後被追封貞順皇后。